# Zababje (przystanek kolejowy)
Zababje (biał. Забаб'е; ros. Забабье) – przystanek kolejowy w miejscowości Zababje, w rejonie budzkim, w obwodzie homelskim, na Białorusi. Położony jest na linii Homel - Żłobin - Mińsk.